# Le Crime de Pierre Lacaze
Le Crime de Pierre Lacaze est un téléfilm français réalisé par Jean Delannoy, diffusé en 1983 sur TF1.

## Synopsis
Un politicien se laisse accuser du meurtre commis par son fils.

## Fiche technique
- Réalisateur : Jean Delannoy
- Scénario : Serge Ganzl, d'après un roman de Jean Laborde
- Dates de diffusion :
- le 23 janvier 1983 sur TF1 (première partie)
- le 24 janvier 1983 sur TF1 (seconde partie)
- Durée :

## Distribution
- Roger Hanin : Pierre Lacaze
- Marie-France Pisier : le juge Colette Ribert
- Patrick Rollin : Jacques Lacaze
- Michel Creton : le commissaire Mathias
- Corinne Marchand : Laure Boissat
- André Falcon : Maître Massot
- Jean Franval : le docteur Thomasson
- Bernard Dhéran : le procureur Dachet
- Philippe Jacob : François Baudin
- Gérard Darrieu : le père de François
- Jean Martinelli : Étienne Ribert